# Rhinoplocephalus
Rhinoplocephalus är ett släkte av ormar. Rhinoplocephalus ingår i familjen giftsnokar och underfamiljen havsormar.
Arter enligt Catalogue of Life:
- Rhinoplocephalus bicolor
- Rhinoplocephalus boschmai
- Rhinoplocephalus incredibilis
- Rhinoplocephalus nigrescens
- Rhinoplocephalus nigrostriatus
- Rhinoplocephalus pallidiceps

Enligt The Reptile Database blir bara Rhinoplocephalus bicolor kvar i släktet och alla andra flyttas till släktet Cryptophis.